# Пощёчина общественному вкусу
«Пощёчина общественному вкусу» — сборник футуристов (московская поэтическая группа «Гилея»), вышедший 18 декабря 1912 года. Наиболее известен благодаря сопровождавшему его одноимённому манифесту. Книга стала первым изданием издательства Г. Л. Кузьмина и С. Д. Долинского.
В сборнике были опубликованы стихи поэтов-футуристов — Велимира Хлебникова, Владимира Маяковского (дебют), Давида Бурлюка, Алексея Кручёных, Бенедикта Лившица. Также авторами произведений выступили Николай Бурлюк (брат Давида Бурлюка) и Василий Кандинский.
Прилагавшийся к сборнику манифест, через четыре месяца повторно выпущенный уже как листовка, отрицал все прежние эстетические ценности и в нарочито эпатажной форме заявлял о разрыве с существующей литературной традицией. Текст манифеста был сочинён Бурлюком, Кручёных и Маяковским в течение одного дня в гостинице «Романовка» в Москве.

## Текст манифеста
Читающим наше Новое Первое Неожиданное.
Только мы — лицо нашего Времени. Рог времени трубит нами в словесном искусстве.
Прошлое тесно. Академия и Пушкин непонятнее иероглифов. Бросить Пушкина, Достоевского, Толстого и проч. и проч. с Парохода Современности.
Кто не забудет своей первой любви, не узнает последней.
Кто же, доверчивый, обратит последнюю Любовь к парфюмерному блуду Бальмонта? В ней ли отражение мужественной души сегодняшнего дня? Кто же, трусливый, устрашится стащить бумажные латы с чёрного фрака воина Брюсова? Или на них зори неведомых красот?
Вымойте ваши руки, прикасавшиеся к грязной слизи книг, написанных этими бесчисленными Леонидами Андреевыми
Всем этим Максимам Горьким, Куприным, Блокам, Сологубам, Аверченко, Чёрным, Кузминым, Буниным и проч. и проч. — нужна лишь дача на реке. Такую награду даёт судьба портным.
С высоты небоскрёбов мы взираем на их ничтожество!
Мы приказываем чтить права поэтов:
1. На увеличение словаря в его объёме произвольными и производными словами (Слово-новшество).
2. На непреодолимую ненависть к существовавшему до них языку.
3. С ужасом отстранять от гордого чела своего из банных веников сделанный вами Венок грошовой славы.
4. Стоять на глыбе слова «мы» среди моря свиста и негодования.
И если пока ещё и в наших строках остались грязные клейма ваших «здравого смысла» и «хорошего вкуса», то всё же на них уже трепещут впервые зарницы Новой Грядущей Красоты Самоценного (самовитого) Слова.

## Критика
По сравнению с Хлебниковым, раздвигавшим возможности слова до пределов, ранее немыслимых, всё остальное в сборнике казалось незначительным, хотя в нём были помещены и два стихотворения Маяковского, построенные на «обратной» рифме, и прелестная, до сих пор не оценённая проза Николая Бурлюка, и его же статья о «Кубизме», ставившая ребром наиболее острые вопросы современной живописи.— Бенедикт Лившиц.